# Sajómercse
Sajómercse ist eine ungarische Gemeinde im Kreis Putnok im Komitat Borsod-Abaúj-Zemplén.

## Geografische Lage
Sajómercse liegt in Nordungarn, 32 Kilometer nordwestlich des Komitatssitzes Miskolc, sechs Kilometer südlich der Kreisstadt Putnok an dem Fluss Mercse-patak. Nachbargemeinden sind Borsodbóta, Uppony, Sajóvelezd und Királd.

## Sehenswürdigkeiten
- Römisch-katholische Kirche Szeplőtelen Fogantatás

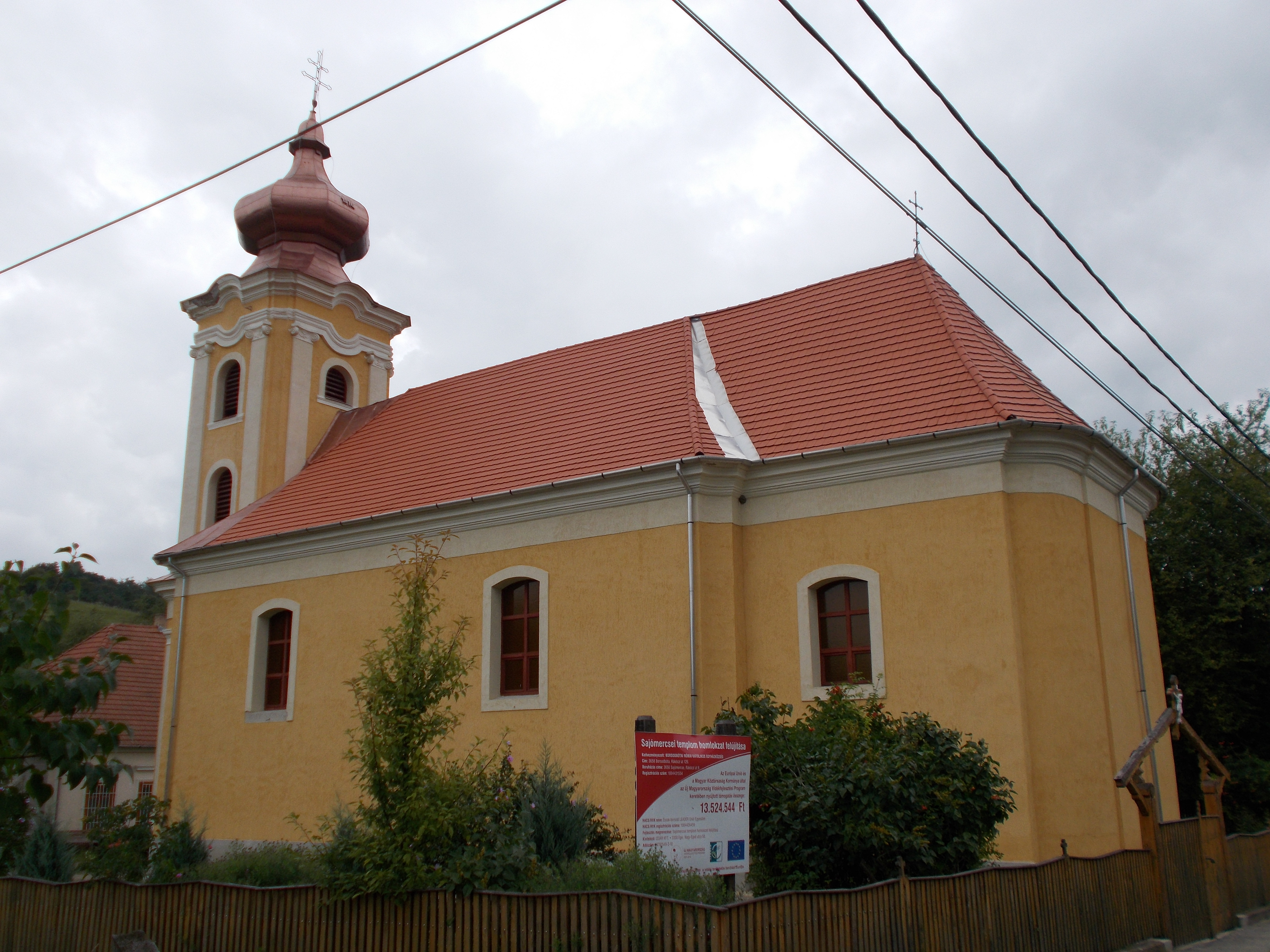
Römisch-katholische Kirche Szeplőtelen Fogantatás

## Verkehr
Durch Sajómercse verläuft die Landstraße Nr. 2523. Es bestehen Busverbindungen nach Putnok, wo sich der nächstgelegene Bahnhof befindet, sowie nach Ózd.